# Filippo Gravino
Filippo Gravino (Capua, 29 giugno 1975) è uno sceneggiatore italiano più volte candidato al David di Donatello e al Nastro d'argento.

## Biografia
Ha studiato presso il centro sperimentale di cinematografia a Roma. Ha insegnato sceneggiatura (2021/2023) alla Scuola Holden.

## Filmografia

### Sceneggiatore

#### Cinema
- Lascia perdere, Johnny!, regia di Fabrizio Bentivoglio (2007)
- La casa sulle nuvole, regia di Claudio Giovannesi (2009)
- Una vita tranquilla, regia di Claudio Cupellini (2010)
- Missione di pace, regia di Francesco Lagi (2011)
- Alì ha gli occhi azzurri, regia di Claudio Giovannesi (2012)
- Perez., regia di Edoardo De Angelis (2014)
- Alaska, regia di Claudio Cupellini (2015)
- Veloce come il vento, regia di Matteo Rovere (2016)
- Fiore, regia di Claudio Giovannesi (2016)
- Il primo re, regia di Matteo Rovere (2019)
- La terra dei figli, regia di Claudio Cupellini (2021)
- Come pecore in mezzo ai lupi, regia di Lyda Patitucci (2023)
- Le Déluge - Gli ultimi giorni di Maria Antonietta, regia di Gianluca Jodice (2024)

#### Televisione
- Rino Gaetano - Ma il cielo è sempre più blu, regia di Marco Turco – film TV (2007)
- I liceali – serie TV, episodi 1x05-2x01 (2008-2009)
- Il segreto dell'acqua – serie TV, 6 episodi (2011)
- Caruso, la voce dell'amore, regia di Stefano Reali – film TV (2012)
- Gomorra - La serie – serie TV, episodi 1x07-1x08 (2014)
- Tutto può succedere – serie TV (2015-2017)
- Bella da morire – miniserie TV, regia di Andrea Molaioli (2020)
- Romulus – serie TV (2020-in corso)
- Vite in fuga – serie TV (2020)
- ACAB - La serie – serie TV, episodi 1-6 (2025)
- Storia della mia famiglia – serie TV (2025)

### Attore
- Boris - Il film , regia di Giacomo Ciarrapico, Mattia Torre e Luca Vendruscolo (2011)

## Riconoscimenti
- David di Donatello
  - 2011 – Candidatura alla miglior sceneggiatura per Una vita tranquilla
  - 2017 – Candidatura alla miglior sceneggiatura originale per Fiore
  - 2017 – Candidatura alla miglior sceneggiatura originale per Veloce come il vento
  - 2020 – Candidatura alla miglior sceneggiatura originale per "Il primo re"
  - 2022 – Candidatura alla miglior sceneggiatura non originale per "La terra dei figli"
- Nastro d'argento
  - 2011 – Candidatura al miglior soggetto per Una vita tranquilla
  - 2015 – Candidatura al miglior soggetto per Perez.
  - 2017 – Candidatura alla miglior sceneggiatura per Fiore
- Premio Solinas
  - 2008 – Premio alla sceneggiatura di Quando gli elefanti combattono, scritta con Domenico Distilo e Guido Iuculano[6]
  - 2003 - Premio al soggetto di Il nemico dell'acqua